# Nguyễn Thị Thanh Phúc
Nguyễn Thị Thanh Phúc (Hòa Sơn, Hòa Vang, Đà Nẵng, 12 augustus 1990) is een Vietnamese atlete. Haar discipline is snelwandelen.

## Biografie
Nguyễn werd geboren in de bergen van Hòa Sơn in de huyện Hòa Vang van de Vietnamese stad Đà Nẵng in een gezin met zeven kinderen. Ze sloot zich op aanspraak van haar broer aan bij de atletiekvereniging in Đà Nẵng. Ze won bij de Zuid-Oost Aziatische Spelen in 2011 in Palembang te Indonesië de gouden medaille op de 20 km snelwandelen. Haar broer, Nguyễn Thành Ngưng, won hier de bronzen medaille op dezelfde afstand.
Nguyễn was een van de achttien Vietnamese deelnemers aan de Olympische Spelen van 2012 in Londen. Ze kwam er uit op haar favoriete onderdeel, de 20 km snelwandelen. Ze werd er 36ste in 1:33.36, een Vietnamees record.
In 2013 eindigde Nguyễn als 47e op de 20 km snelwandelen tijdens de wereldkampioenschappen van Moskou met een tijd van 1:36.27.

## Titels
- Zuid-Oost Aziatische Spelen kampioene 20 km snelwandelen - 2011

## Palmares

### 20 km snelwandelen
- 2012: 36e OS - 1:33.36 (NR)
- 2013: 47e WK - 1:36.27